# Haaglandse Football Club Alles Door Oefening Den Haag 2007-2008
Questa voce raccoglie le informazioni riguardanti l'Haaglandse Football Club Alles Door Oefening Den Haag' nelle competizioni ufficiali della stagione 2007-2008.

## Rosa
| N. |                        | Ruolo | Calciatore          |
| -- | ---------------------- | ----- | ------------------- |
| 1  | Paesi Bassi (bandiera) | P     | Stefan Postma       |
| 2  | Paesi Bassi (bandiera) | D     | Daniël Rijaard      |
| 3  | Germania (bandiera)    | D     | Christian Kum       |
| 4  | Portogallo (bandiera)  | D     | Virgílio Teixeira   |
| 5  | Paesi Bassi (bandiera) | D     | Raymond Victoria    |
| 6  | Serbia (bandiera)      | C     | Aleksandar Ranković |
| 7  | Paesi Bassi (bandiera) | A     | Yuri Cornelisse     |
| 8  | Paesi Bassi (bandiera) | C     | Pascal Bosschaart   |
| 9  | Paesi Bassi (bandiera) | A     | Rick Hoogendorp     |
| 10 | Paesi Bassi (bandiera) | C     | Richard Knopper     |
| 11 | Paesi Bassi (bandiera) | A     | Wesley Verhoek      |
| 14 | Paesi Bassi (bandiera) | C     | Levi Schwiebbe      |
| 16 | Paesi Bassi (bandiera) | A     | Hans van de Haar    |

| N. |                        | Ruolo | Calciatore            |
| -- | ---------------------- | ----- | --------------------- |
| 17 | Paesi Bassi (bandiera) | A     | Hursut Meric          |
| 18 | Paesi Bassi (bandiera) | D     | Raimund Riedewald     |
| 19 | Paesi Bassi (bandiera) | C     | Roel Stoffels         |
| 20 | Paesi Bassi (bandiera) | A     | Guyon Fernandez       |
| 21 | Paesi Bassi (bandiera) | A     | Nick Coster           |
| 22 | Paesi Bassi (bandiera) | P     | Robert Zwinkels       |
| 24 | Paesi Bassi (bandiera) | D     | Samir El Moussaoui    |
| 27 | Paesi Bassi (bandiera) | C     | Mimoun El Kadi        |
| 28 | Paesi Bassi (bandiera) | C     | Lex Immers            |
| 29 | Paesi Bassi (bandiera) | A     | Geoffrey Knijnenburg  |
| 53 | Paesi Bassi (bandiera) | D     | Daryl Janmaat         |
| 99 | Paesi Bassi (bandiera) | P     | Richard van Nieuwkoop |